# Phryganopteryx rectangulata
Phryganopteryx rectangulata är en fjärilsart som beskrevs av Sir George Hamilton Kenrick 1914. Phryganopteryx rectangulata ingår i släktet Phryganopteryx och familjen björnspinnare. Inga underarter finns listade i Catalogue of Life.